# Eudendrium jaederholmi
Eudendrium jaederholmi is een hydroïdpoliep uit de familie Eudendriidae. De poliep komt uit het geslacht Eudendrium. Eudendrium jaederholmi werd in 2002 voor het eerst wetenschappelijk beschreven door Puce, Cerrano & Bavestrello. 